# Werner Gräbner (Musikethnologe)
Werner Gräbner, in englischsprachigen Texten auch Werner Graebner, (* 1953 in Radolfzell) ist ein deutscher Afrikanist, Musikethnologe, Musikproduzent und Autor. Aufgrund seiner Veröffentlichungen über Musik der Swahili-Gesellschaft und zahlreicher Musikaufnahmen gilt er international als Experte für die populären Musikkulturen Ostafrikas.

## Leben und Wirken
Gräbner schloss sein Studium an der Universität Mainz 1984 mit einer Magisterarbeit über Urbanes Leben in Afrika: dargestellt an ausgewählten, volkstümlichen Texten des swahilisprachigen Raums ab. Als Afrikanist, Musikethnologe und Musikproduzent hat er sich danach auf die Erforschung und Dokumentation urbaner und populärer Kulturen in Ostafrika und den Komoren spezialisiert. Bis 2005 forschte er hierzu an den Universitäten Frankfurt, Köln und Bayreuth. Seit Ende der 1980er Jahre arbeitet er auch freischaffend als Journalist und CD-Produzent.
Gräbner hat insbesondere populäre Musikkulturen in Ostafrika in seinen Schriften und Musikaufnahmen dokumentiert, darunter Taarab-Musik in Sansibar und der Küstenregion um Mombasa in Kenia. Die populäre Musik auf den Komoren mit ihrer der Swahili-Kultur ähnlichen Musik ist ebenfalls Gegenstand seiner Veröffentlichungen. In der tansanischen Metropole Daressalam galt sein Interesse weiterhin den informellen Musikszenen der Jugendkultur. Eine der bekanntesten Gruppen dieser Szene ist die Jagwa Music Band mit ihren kollektiven Improvisationen. Diese unter dem Namen mchiriku bekannte Musik wird von den offiziellen Medien und von Seiten der Regierung des Landes als Ausdruck von sozialen Randgruppen abgelehnt, ist jedoch in der städtischen Subkultur äußerst populär.
In zwei musikalischen Porträts über Sansibar sendete der britische Hörfunksender BBC Radio 3 Interviews mit Gräbner als Experte zur Taarab-Musik der Insel. Für die Rough Guides zur Weltmusik in Afrika verfasste Gräbner Kapitel über den Sound der Swahili-Küste sowie über den populären Tanzstil mtindo und editierte die CD The Rough Guide to the Music of Tanzania. Die Bloomsbury Encyclopedia of Popular Music of the World veröffentlichte Gräbners Übersichten zu mehreren Musikgenres in Tansania, Sansibar, Kenia und den Komoren. Seine zahlreichen Studien und Begleittexte zu Musikaufnahmen gelten als grundlegende Lektüre zum Verständnis der populären Musik in Tansania der 1980er Jahre.
Als Produzent veröffentlichte Gräbner einen Dokumentarfilm über das älteste Taarab-Ensemble Ikhwani Safaa sowie zahlreiche Musikalben. Diese erschienen im Vertrieb der Firmen Buda Musique, Network/Harmonia Mundi sowie in seinen eigenen Musikverlagen Dizim Records, Jahazi Media und Jagwa Music. Dabei wirkte er bei Aufnahmen unter anderem folgender Künstler auch als Textautor, Übersetzer, Fotograf und Toningenieur:
- Culture Musical Club
- Ikhwani Safaa Musical Club
- Bi Kidude
- Rajab Suleiman & Kithara
- Mlimani Park Orchestra

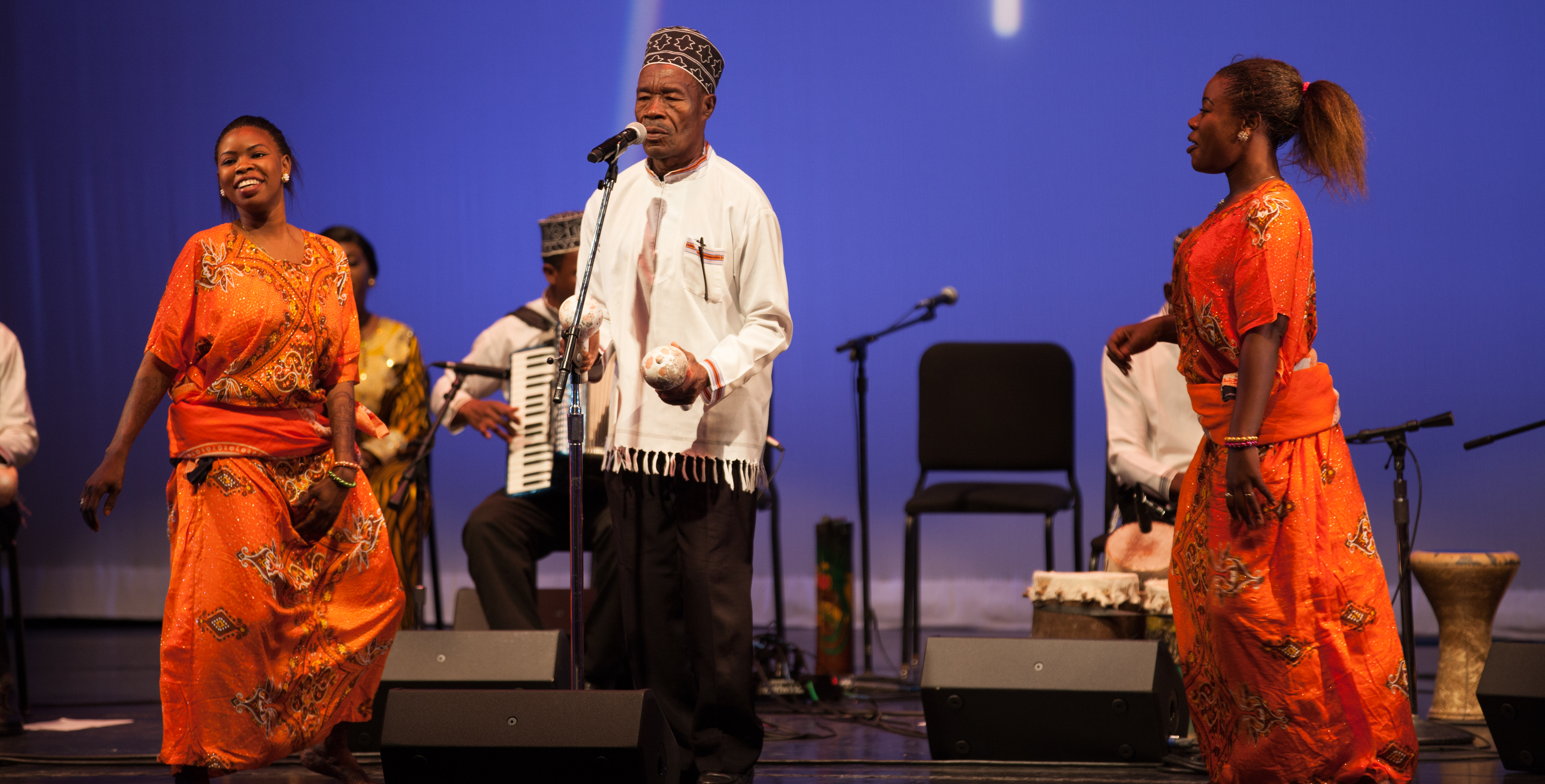
Rajab Suleiman & Kithara, 2016

- International Orchestra Safari Sound
- Mbaraka Mwinshehe
- Jagwa Music
- Zein l'Abdin
- Zuhura Swaleh

## Veröffentlichungen (Auswahl)
- als Herausgeber: Sokomoko: Popular Culture in East Africa. Brill, Leiden 2023, ISBN 978-90-04-65598-0 (englisch, google.com).
- Between Mainland and Sea: The Taarab Music of Zanzibar. In: Kevin Dawe (Hrsg.): Island Musics. Routledge, 2020, ISBN 978-1-00-308575-1, doi:10.4324/9781003085751 (englisch, taylorfrancis.com).
- Tanzania, Zanzibar, Comoros, Taarab. In: Bloomsbury Encyclopedia of Popular Music of the World. Vol. 6 Locations: Africa and the Middle East, Vol. 7 Genres Sub-saharan Africa. Continuum, 2016, ISBN 978-1-5013-2918-0, doi:10.5040/9781501329180-0000456 (englisch, bloomsburymusicandsound.com).
- Twarab: a Comorian Music between two Worlds. Kabaro, revue internationale des Sciences de l’Homme et des Sociétés, 2004, Diversités et spécifcités des musiques traditionnelles de l’Océan Indien, II (2–3), S. 41–66. (englisch)
- "Ngoma ya Ukae". Competitive social structure in Tanzanian dance music songs. In: Gunderson, Frank D.; Barz, Gregory F. (Hrsg.): Mashindano! Competitive Music Performance in East Africa. Mkuki na Nyota Publishers, Dar es Salaam, Oxford 2000, ISBN 978-9976-973-82-2, S. 295–318 (englisch).
- The Swahili Coastal Sound. In: Simon Broughton, Mark Ellingham, with James McConnachie, and Orla Duane (Hrsg.): World Music, Vol. 1: Africa, Europe and the Middle East, Rough Guides Ltd, Penguin Books, 2000. ISBN 1-85828-636-0, S. 690–697. (englisch)
- Tanzania – Popular Music: mtindo – dance with style. In: Simon Broughton, Mark Ellingham, Richard Trillo (Hrsg.): World Music: Africa, Europe and the Middle East. Rough Guides, 1999, ISBN 978-1-85828-635-8, S. 681 – 689 (google.com). (englisch)
- Tarabu – Populäre Musik am Indischen Ozean. In: Veit Erlmann (Hrsg.): Populäre Musik in Afrika. Museum für Völkerkunde, Berlin 1991, ISBN 3-88609-213-5, S. 181–200.
- Whose music? The songs of Remmy Ongala and Orchestra Super Matimila. In: Popular Music. Band 8, Nr. 3, Oktober 1989, ISSN 0261-1430, S. 243–258, doi:10.1017/S0261143000003548 (englisch, cambridge.org).
- Wie wird man Musiker in Ostafrika? Biographien zeitgenössischer Musiker aus Kenya und Tanzania. In: Helmut Rösing (Hrsg.): Musikalische Werdegänge. Coda-Verlag, Hamburg 1988, S. 49–63, doi:10.22029/jlupub-2653 (uni-giessen.de).
- Urbanes Leben in Afrika: dargestellt an ausgewählten, volkstümlichen Texten des swahilisprachigen Raums. Johannes Gutenberg-Universität Mainz, Magisterarbeit, 1984.